# Angelo Palazzi
Angelo Palazzi é um personagem do filme 007 contra a Chantagem Atômica, existente no livro de Ian Fleming com o nome de Giuseppe Petacchi. No quarto filme da franquia de James Bond, ele é interpretado pelo ator grego Paul Stassino.
Palazzi é um agente da SPECTRE, que passou dois anos estudando e se preparando para substituir o major François Derval como piloto de um bombardeiro nuclear, durante o qual tomou aulas de pilotagem, psicologia e por fim fez uma operação plástica para ficar igual ao major, como parte do plano da organização terrorista para roubar armas nucleares e fazer uma grande chantagem mundial.

## No filme
A primeira aparição de Palazzi é na clínica onde ele se recupera da operação plástica, em que James Bond também está hospedado. Ele aparece com o rosto completamente coberto pelas bandagens colocadas após a operação. Após Bond espionar o seu quarto, seu contratante, o Conde Lippe, tenta matar 007 mas falha no intento.
Palazzi, então transformado em sósia perfeito de Derval pela operação, dirige-se com outros capangas da SPECTRE até a casa do piloto, que faz amor com Fiona Volpe, outra agente da organização destacada para seduzir o major. Palazzi mata o major e rouba seus documentos, cartão de identificação da OTAN, uniforme, relógio e objetos pessoais. Antes de se dirigir à base aérea para dar início ao plano, entretanto, ele exige de Lippe e Volpe um aumento na sua parte de cem para 250 mil libras, o que os dois relutantemente aceitam. Isso causará sua morte depois.
Durante o voo de treinamento do Vulcan, Palazzi gaseifica a tripulação e pilota o bombardeiro até o ponto de encontro no mar com a equipe de mergulhadores da SPECTRE, nas Bahamas.
Depois do pouso na água e do afundamento do avião, porém, Palazzi fica preso no cinto de segurança de seu assento, respirando apenas pela máscara de oxigênio do piloto. Emilio Largo e os mergulhadores da SPECTRE cercam o avião para retirar as armas nucleares dele, e, ao invés de soltá-lo do cinto, Largo corta o tubo  de sua máscara - por causa de sua anterior exigência de receber mais dinheiro - e Palazzi morre afogado preso no cockpit.